# Mauroniscus rufithorax
Mauroniscus rufithorax is een keversoort uit de familie Mauroniscidae. De wetenschappelijke naam van de soort is voor het eerst geldig gepubliceerd in 1948 door Wittmer.